# بوب مارك
بوب مارك (بالإنجليزية: Bob Mark)‏ مواليد 28 نوفمبر 1937 في ألبوري - الوفاة 21 يوليو 2006 في جنوب أفريقيا، كان لاعب كرة مضرب أسترالي. كما أنه أحد أبطال الجراند سلام.

## النهائيات

### الزوجي

#### اللقب (3)
| السنة | الدورة                        | الشريك   | المنافس في النهائي        | النتيجة                  |
| ----- | ----------------------------- | -------- | ------------------------- | ------------------------ |
| 1959  | بطولة أستراليا المفتوحة للتنس | رود ليفر | دون كاندي بوب هاو         | 9–7, 6–4, 6–2            |
| 1960  | بطولة أستراليا المفتوحة للتنس | رود ليفر | روي إيمرسون نيل فريزر     | 1–6, 6–2, 6–4, 6–4       |
| 1961  | بطولة أستراليا المفتوحة للتنس | رود ليفر | روي إيمرسون مارتن موليجان | 6–3, 7–5, 3–6, 9–11, 6–2 |

#### النهائي (2)
| السنة | الدورة                      | الشريك   | المنافس في النهائي    | النتيجة              |
| ----- | --------------------------- | -------- | --------------------- | -------------------- |
| 1959  | بطولة ويمبلدون              | رود ليفر | روي إيمرسون نيل فريزر | 6–8, 3–6, 16–14, 7–9 |
| 1960  | بطولة أمريكا المفتوحة للتنس | رود ليفر | روي إيمرسون نيل فريزر | 7–9, 2–6, 4–6        |

## روابط خارجية
- بوب مارك على موقع رابطة محترفي التنس (الإنجليزية)
- بوب مارك على موقع الاتحاد الدولي لكرة المضرب (الإنجليزية)
- بوب مارك على موقع كأس ديفيز (الإنجليزية)
- بوب مارك على موقع خلاصة التنس.كوم (الإنجليزية)